# フランツ・フォン・ツァハ
フランツ・クサーヴァー・フォン・ツァハ男爵（Franz Xaver Freiherr von Zach, 1754年6月4日 - 1832年9月2日）は、オーストリア（現在はハンガリー）生まれのドイツの天文学者。行方不明になっていた小惑星ケレスを再発見した。

L'attraction des montagnes, 1814

## 人物
ペシュト（現在のハンガリーのブダペスト）、一説にブラチスラヴァ（現在はスロヴァキア）に生まれる（いずれも当時はハプスブルク帝国時代のハンガリー王国領）。1783年、ロンドンでザクセン公使の家庭教師となる（1786年まで）。
1786年、ザクセン＝ゴータ＝アルテンブルク公エルンスト2世に招かれ、公領のゴータにゼーベルク天文台を建設する。1791年、台長に就任する（1806年まで）。
1787年、ティティウス・ボーデの法則が予言する、火星と木星の間にあるという惑星（後に「小惑星」と呼ばれる）の捜索を始める。
1800年（一説に1799年）、リリエンタールの執政官で天文学者のヨハン・シュレーター (Johann Hieronymus Schröter) と共に、共同捜索チーム未知惑星捜索連盟（通称リリエンタール探偵団 、Lilienthal Detectives）を組織した。団員は、異説もあるが、ツァハ、シュレーター（団長）、カール・ハーディング、ヴィルヘルム・オルバース、フェルディナント・フォン・エンデ (Ferdinand Adolf von Ende)、ヨハン・ギルデマイスター (Johann Gildemeister) の6人（24人いたとする資料もある）。彼らは、天空の警察（de:Himmelspolizey）と呼ばれた国際的プロジェクトを組織し、黄道を24分割してヨーロッパ各地の天文台で分担して捜索を始めた。
1801年1月1日、ジュゼッペ・ピアッツィが、最初の小惑星ケレスを発見した。しかし、2月11日の観測を最後に、ケレスは行方不明になった。
1801年12月31日、ツァハは、カール・フリードリヒ・ガウスによる軌道計算を元に、ケレスを再発見した。この経緯から、ケレスの発見者をピアッツィ、ガウス、ツァハの3人とする資料もある。ただし、国際天文学連合 (IAU) 小惑星センター (MPC) は、ピアッツィの単独発見としている。
なお、ツァハ自身は新小惑星を発見することはなかったが、1802年から1807年にかけて、リリエンタール探偵団のオルバースがパラスとベスタを、ハーディングがジュノーを発見している。
1806年から、ある伯爵未亡人の南ヨーロッパ旅行に随伴する。
1832年9月2日、フランスのパリで死去した。
天文学者として以外に、地理書 Tables of the Sun の出版（1792年）や、3つの学術雑誌の編集（1798年 - 1826年）でも知られる。
小惑星 (999) ツァッヒアと、月のクレーター・ツァハは、ツァハにちなんで名づけられた。ちなみに、小惑星 (999) から (1001) の名前は、ツァッヒア、ピアッツィア、ガウシアで、ケレスの発見者と再発見者3人の名前が並んでいる。
小惑星 (64) アンジェリーナは、彼がマルセイユ近郊に建てた観測施設にちなんで名づけられた。